# Gabriella Giammanco
Gabriella Giammanco (Palermo, 13 giugno 1977) è una politica italiana.

## Biografia
Laureata in Scienze della comunicazione all'Università degli Studi di Palermo con un punteggio di 110 e lode, giornalista professionista dal 2003 dopo aver collaborato con tv locali palermitane come co-conduttrice di una trasmissione di costume intitolata Opinion leader, e all'ufficio stampa del comune di Palermo, viene assunta a Roma nel 2005 come redattrice per il TG4. In questa veste lavora anche al rotocalco Sipario.
Dal 2008 è vicepresidente della Fondazione Italia USA.

### Attività politica
Alla prima esperienza in politica, alle elezioni politiche del 2008 è stata eletta alla Camera dei Deputati nella circoscrizione Sicilia 1 nella lista del Popolo della Libertà. Durante la XVI Legislatura ha fatto parte della 7ª Commissione Cultura, scienza e istruzione e della 11ª Commissione Lavoro pubblico e privato.
Ha acquisito immediata notorietà dopo l'elezione per aver intrattenuto insieme con la collega Nunzia De Girolamo, durante una delle prime sedute parlamentari della legislatura, uno scambio di bigliettini "galanti" con il Presidente del Consiglio Silvio Berlusconi.
Nel giugno 2011 il candidato sindaco di Bagheria, Bartolo Di Salvo, sostenuto da Il Popolo della Libertà e Popolari di Italia Domani, annuncia la designazione della Giammanco ad assessore in pectore nella sua giunta in caso di vittoria elettorale, ma viene sconfitto al ballottaggio dal candidato di Futuro e Libertà per l'Italia e UDC, Vincenzo Lo Meo.
Alle elezioni politiche del 2013 è ricandidata alla Camera nella circoscrizione Sicilia 1 per Il Popolo della Libertà, risultando eletta, ed entra a far parte della 10ª Commissione Attività produttive, commercio e turismo, della quale viene eletta segretario .
Il 16 novembre 2013, con la sospensione delle attività del Popolo della Libertà, aderisce alla rinascita di Forza Italia.
Il 26 aprile 2017 viene nominata portavoce regionale di Forza Italia in Sicilia.
Alle elezioni politiche del 2018 viene candidata al Senato della Repubblica, tra le liste di Forza Italia come capolista nel collegio plurinominale Sicilia - 02, venendo eletta senatrice.
Il 30 maggio 2018 diventa vice-capogruppo al Senato di Forza Italia, su proposta della capogruppo Anna Maria Bernini.
Alle elezioni europee del 2019 è stata candidata a sorpresa al Parlamento europeo, tra le liste di Forza Italia nella circoscrizione Italia insulare, ottenendo 18.482 preferenze ma senza tuttavia essere eletta.
Il 4 agosto 2020 viene nominata capogruppo di Forza Italia presso la 14ª Commissione Politiche dell'Unione Europea del Senato.
Alle elezioni politiche anticipate del 2022 viene candidata alla Camera nel collegio uninominale Sicilia 1 - 01 (Palermo - Settecannoli), sostenuta dalla coalizione di centro-destra in quota Forza Italia, ma ottiene il 28,18% dei voti e viene sconfitta dal candidato del Movimento 5 Stelle Davide Aiello (35,86%), risultando non eletta.

## Posizioni politiche
La sua attività parlamentare si è concentrata particolarmente sui temi sociali. È sua la proposta di installare sistemi di videosorveglianza in asili nido e scuole dell'infanzia e nelle strutture socio-sanitarie e socio-assistenziali per anziani e disabili. È inoltre prima firmataria di un emendamento approvato alla legge di bilancio 2022 che ha previsto il rifinanziamento di un fondo destinato alle persone affette da disturbi dello spettro autistico.
Da sempre interessata ai diritti degli animali, ha proposto modifiche al codice civile affinché gli animali domestici ricevano una maggior tutela e richiesto la dismissione dell'uso di animali da parte dei circhi. Grazie a un emendamento a sua firma approvato alla Legge di Bilancio 2022, è stata prevista la chiusura in Italia degli allevamenti di animali da pelliccia, prevedendo un ristoro per gli allevatori.
Sui temi etici si pone da sempre su posizioni liberali, dichiarandosi recentemente favorevole al suicidio assistito.

## Vita privata
Dopo essere stata legata sentimentalmente all'imprenditore immobiliarista Marco Mezzaroma e al giornalista Augusto Minzolini, nel settembre 2019 si è sposata, prima a Roma e poi a Marrakech, con l'imprenditore Federico Angelini.